# Чернігівський полк
Черні́гівський полк — адміністративно-територіальна і військова одиниця Гетьманщини. Створений 1648 року. Полковий центр — місто Чернігів.
1649 року складався з 7 сотень. Полковниками за часів Б. Хмельницького були Барковський Семен (1648–1649), Мартин Небаба (1649–1651), Степан Пободайло (1651–1653), Іван Вибельський (1653–1657, 1661).
Територія полку зазнавала істотних змін. Спершу значна її частина відійшла до Ніжинського полку. У 1654 році у складі Чернігівського полку залишалися тільки міста Чернігів, Седнів, Слабин, Лоїв, Любеч. З часом територія Чернігівського полку розширилася, і на 1782 рік до його складу входили сотні: полкова Чернігівська, Вибельська, Слабинська, Білоуська, Роїська, Любецька, Городнянська, Седнівська, Березнянська, Столинська, Синявська, Киселівська, Менська, Волинська, Сосницька та Понорницька. На той час у полку було одне місто, 9 містечок і 719 сіл.
У зв'язку з ліквідацією полкового устрою в Україні Чернігівський полк 1782 року припинив своє існування, а його територія увійшла до Чернігівського намісництва.

## Полковники
- Григорій Бут (1648–1649)
- Мартин Небаба (1649–1651)
- Степан Пободайло (1651–1653)
- Іван Вибельський (1653–1657, 1661)
- Оникій Силич (1657–1663)
- Степан Красна Башта (1663–1665)
- Дем'ян Многогрішний (1665–1669)
- Іван Лисенко (1669–1671)
- Василь Болдаковський (1671)
- Василь Многогрішний (1671–1672)
- Василь Дунін-Борковський (1672–1685)
- Іван Самойлович (1685–1687)
- Яків Лизогуб (1687–1698)
- Юхим Лизогуб (1698–1704)
- Павло Полуботок (1706–1722)

У XVIII столітті посаду полковника Чернігівського полку займали ставленики царського уряду:
- Михайло Богданов (1723–1735)
- Володимир Ізмайлов (1736–1749)
- Іван Божич (1749–1762)
- Петро Милорадович (1762–1782).

## Список сотень полку
- Полкова Чернігівська сотня — полкове місто Чернігів;
- Березнянська сотня — сотенне містечко Березна;
- Білоуська сотня — сотенне містечко Білоус;
- Вибельська сотня — сотенне містечко Виблі;
- Волинська сотня — сотенне містечко Волинка;
- Городнянська сотня — сотенне містечко Городня;
- Любецька сотня — сотенне містечко Любеч;
- Киселівська сотня — сотенне містечко Киселівка;
- Менська сотня — сотенне місто Мена;
- Понорницька сотня– сотенне містечко Понорниця;
- Роїська сотня — сотенне містечко Роїще;
- Седнівська сотня — сотенне містечко Седнів;
- Синявська сотня — сотенне містечко Синявка;
- Слабинська сотня — сотенне містечко Слабин;
- Сосницька сотня (1649—1654, 1668—1782) — сотенне містечко Сосниця;[1]
- Столинська сотня — сотенне містечко Стольне.